# John James Audubon
John James Audubon   (Les Cayes, 26 d'abril de 1785 - Nova York, 27 de gener de 1851) va ser un ornitòleg, naturalista i pintor estatunidenc. Els seus interessos combinats per l'art i l'ornitologia el van portar a traçar un pla per fer un registre pictòric complet de totes les espècies d'aus d'Amèrica del Nord. Va destacar pels seus amplis estudis que documentaven tota mena d'ocells americans i per les seves il·lustracions detallades que representaven els ocells en els seus hàbitats naturals. La seva obra principal, un llibre amb colors titulat The Birds of America (1827–1839), és considerada una de les millors obres ornitològiques que s'han acabat mai. Audubon també és conegut per haver identificat 25 noves espècies. És l'homònim de la National Audubon Society i el seu nom forma part d'un gran nombre de ciutats, barris i carrers de totes les parts dels Estats Units. Actualment, la comunitat científica utilitza desenes de noms científics que van ser publicats per primera vegada per Audubon.

## Biografia
Audubon va néixer a la colònia francesa Saint Domingue (actual Haití). Era el fill il·legítim d'un oficial naval francès. Va créixer a França juntament amb la seva madrastra. Audubon va afirmar que en la seva més primerenca educació va rebre classes de Jacques Louis David, un pintor posteriorment famós en tota França, però aquesta afirmació s'ha descartat posteriorment juntament amb altres ficcions d'Audubon.
El 1803, el seu pare li va aconseguir un passaport fals per viatjar als Estats Units i així evitar la seva crida a les files en les Guerres Napoleòniques. Audubon es va contagiar de la febre groga i el capità del vaixell el va allotjar en una casa d'hostes regentada per dones quàqueres que van cuidar d'ell fins que es va recuperar, allí li van ensenyar la variant quàquera de l'idioma anglès. En aquest any va conèixer i es va comprometre amb la seva veïna Lucy Bakewell, casant-s'hi el 1808.
Audubon va supervisar una granja familiar a prop de Filadèlfia, i va començar l'estudi de la naturalesa realitzant els primers anellaments del continent americà. Audubon lligava fils a les potes dels ocells, Sayornis phoebes, i va determinar que tornaven als mateixos llocs de nidificació any rere any. Després d'anys de negocis reeixits a Pennsilvània i Kentucky, va sofrir una fallida. Això el va obligar a esforçar-se més en els seus estudis de la naturalesa i en la pintura, i va navegar pel riu Mississipi amb la seva arma, les seves pintures i un assistent amb la intenció de trobar i pintar totes les aus d'Amèrica del Nord. A la seva arribada a Nova Orleans, Louisiana en la primavera de 1821 va viure durant un temps en el Barracks Street 706. Aquell estiu es va mudar riu amunt a la plantació d'Oakley en la Parròquia de West Feliciana per ensenyar a pintar a Eliza Pirrie, la filla més jove dels propietaris, i allí va passar una gran part del seu temps passejant i pintant en els boscos. La plantació, situada en 11788 Highway 965 entre Jackson, Louisiana i St. Francisville, Louisiana, és en l'actualitat el Audubon State Historic Site i és possible fer-hi visites guiades.
Per dibuixar o pintar les aus, Audubon havia de disparar-los primer, realitzant un tret fi per evitar fer-les destrosses i malformacions al cos. Llavors feia servir filferros per mantenir-les dretes i aconseguir una postura natural. A més representava a les aus de manera natural en el seu propi ambient. Això suposava un gran contrast amb les rígides representacions dels seus contemporanis, com Alexander Wilson. Audubon una vegada va escriure: Dic que hi ha poques aus quan en mato menys de cent en un dia. Un dels seus biògrafs, Duff Hart-Davis, va revelar, com més rara era l'au, amb major impaciència la perseguia, sense preocupar-se aparentment que la seva mort apropava una mica més a l'espècie a la seva extinció. Ja que no disposava d'ingressos, vivia de vendre retrats sota demanda, mentre que la seva dona, Lucy, treballava com a tutora per a les famílies riques de les plantacions. Audubon va buscar un editor per a la seva obra a Filadèlfia però va fracassar en part perquè s'havia buscat l'enemistat de diversos dels principals científics de la ciutat en l'Acadèmia de Ciències Naturals.

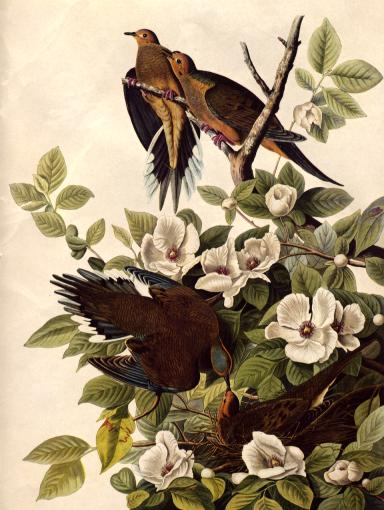
Colom de Carolina, acuarela de J.J. Audubon).

Finalment, el 1826 va embarcar juntament amb el seu portafolis cap a Londres. Els britànics mai tenien suficients imatges dels boscos dels EUA i va tenir un èxit instantani. Va ser sobrenomenat el The American Woodsman i va aconseguir prou diners per a publicar el seu The Birds of America. Aquesta obra consistia en làmines de grandària natural gravades i pintades a mà. Fins i tot el rei Jordi IV es va convertir en un admirador d'Audubon. Aquest va ser nomenat membre de la Royal Society. En això va seguir els passos de Benjamin Franklin, que n'havia estat el primer membre americà. Mentre es trobava en Edinburg per buscar subscripcions per al seu llibre, va donar una demostració del seu mètode de fer servir filferros per mantenir a les aus mortes per poderles pintar amb detall, en la Wernerian Natural History Association amb el professor Robert Jameson. Un dels alumnes en l'audiència era Charles Darwin. Durant aquesta estada també l'anatomista Robert Knox (no gaire abans que Knox s'associés amb Burke i Hare).
Audubon va acompanyar el seu llibre Birds Of America amb Ornithological Biographies, que incloïa informació sobre cada espècie. Aquest llibre el va escriure juntament amb l'ornitòleg escocès William MacGillivray. Tant el llibre de dibuixos com les biografies van ser publicats entre 1827 i 1839. Durant aquest temps, Audubon va continuar fent expedicions a Amèrica del Nord i va comprar una propietat en el riu Hudson, que ara és el Audubon Park. El 1842 va publicar una versió popular de Birds of America als Estats Units. La seva obra final tractava sobre els mamífers, Viviparous Quadrupeds of North America. Aquesta va ser completada pel seu fill i el seu fillastre. Audubon va obrir una tenda de comestibles en Louisville, Kentucky, va viure en Henderson, Kentucky i va ser testimoni del terratrèmol de Nova Madrid. Va tenir dos fills: Victor Gifford (nascut el 12 de juny de 1809) i John Woodhouse (nascut el 30 de novembre de 1812), i dues filles: Lucy (1815-1817) i Rose (1819).
Audubon està enterrat en Trinity Churchyard entre el carrer 155 i Broadway a Manhattan, Nova York.

## Disputa sobre la precisió
L'èxit de Birds of America s'ha vist entelat per nombroses acusacions de plagi, frau científic i manipulació deliberada del registre primari. La investigació ha descobert que Audubon va falsificar (i fabricar) dades científiques, va publicar dades i imatges fraudulentes en revistes científiques i llibres comercials, va inventar noves espècies per impressionar els possibles subscriptors, i per fer bromes als rivals, i molt probablement va robar l'exemplar holotip de l'astor de Harris (Parabuteo unicinctus harrisi) abans de fingir que no coneixia el seu col·leccionista, que era un dels seus subscriptors. No va reconèixer el mèrit de l'obra de Joseph Mason, cosa que va provocar una sèrie d'articles el 1835 del crític John Neal que qüestionaven l'honestedat i la fiabilitat d'Audubon. Audubon també va mentir repetidament sobre els detalls de la seva autobiografia, incloent-hi el lloc i les circumstàncies del seu naixement. Els seus diaris, que podrien haver aclarit uns quants d'aquests problemes, van ser destruïts per la seva néta, que va publicar una versió adulterada que realineava el registre primària amb algunes de les seves narracions falses.
La llarga llista de conductes inapropiades durant la carrera científica d'Audubon ha fet que se'l compari amb altres persones com Richard Meinertzhagen. De manera similar a les primeres biografies de Meinertzhagen, la mala conducta científica d'Audubon ha estat repetidament ignorada i/o minimitzada pels biògrafs, que defensen la Biografia Ornitològica com un recurs valuós i una molt bona lectura.

## Llegat

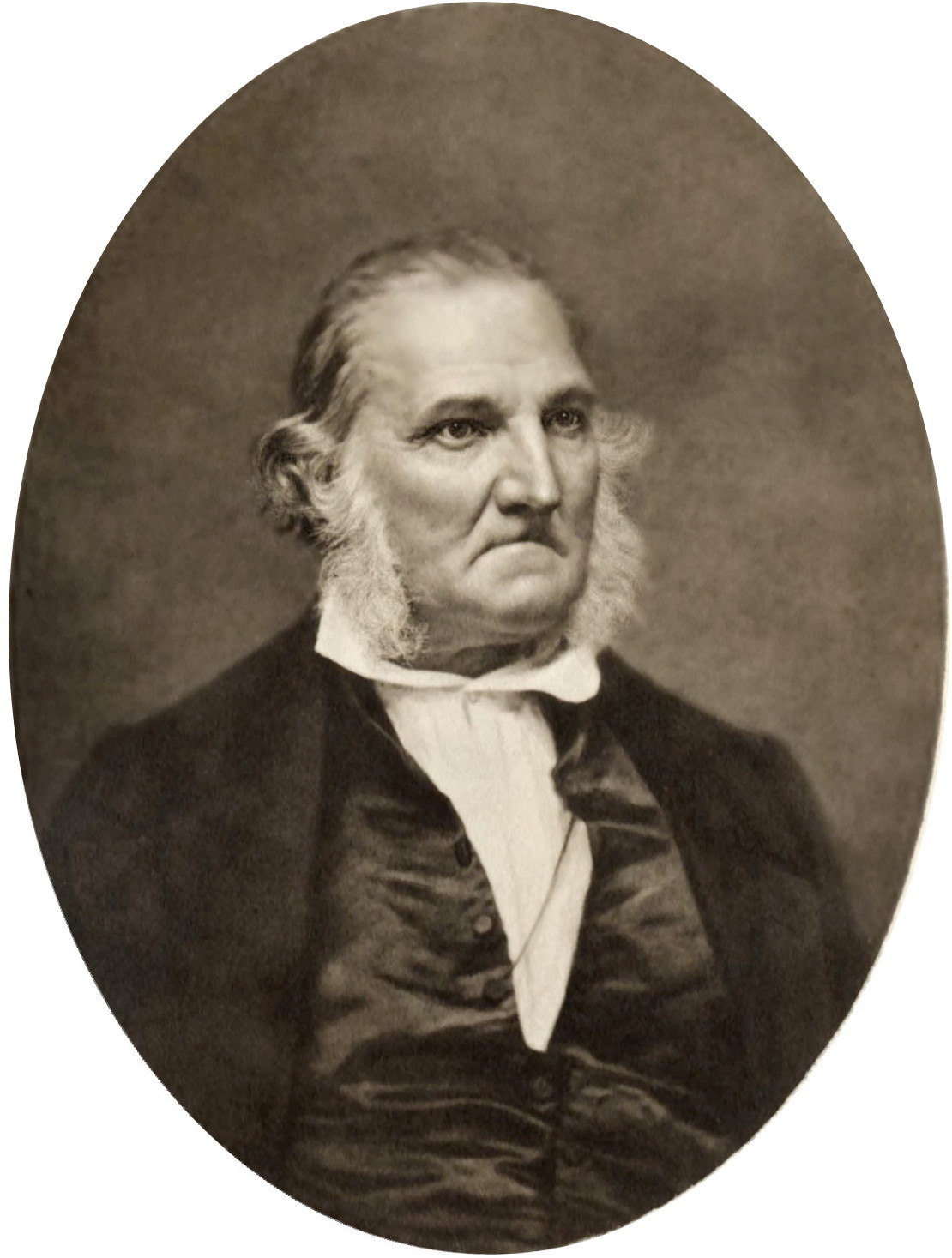
Audubon en anys posteriors, c. 1850

La influència d'Audubon en l'ornitologia i la història natural va ser de gran abast. Gairebé totes les obres ornitològiques posteriors es van inspirar en el seu art i els seus alts estàndards. Charles Darwin va citar Audubon tres vegades a L'origen de les espècies i també en obres posteriors. Malgrat alguns errors en les observacions de camp, va fer una contribució significativa a la comprensió de l'anatomia i el comportament dels ocells a través de les seves notes de camp. The Birds of America encara es considera un dels millors exemples d'art literari. Audubon va descobrir 25 noves espècies i 12 noves subespècies.
- Va ser elegit membre de la Royal Society of Edinburgh, la Societat Linneana de Londres i la Royal Society en reconeixement de les seves contribucions.
- La granja Mill Grove a Audubon, Pennsilvània, està oberta al públic i conté un museu que presenta totes les seves obres principals, incloent-hi The Birds of America.
- El Museu Audubon, al parc estatal John James Audubon de Henderson, Kentucky, alberga moltes de les aquarel·les, olis, gravats i records personals originals d'Audubon.
- El 1905, la National Audubon Society es va constituir i va rebre el seu nom en honor seu. La seva missió «és conservar i restaurar els ecosistemes naturals, centrant-se en les aus...»
- Va ser homenatjat el 1940 per l'Oficina de Correus dels Estats Units amb un segell postal de la sèrie Famous Americans d'1 cèntim; el segell és verd.
- Va ser homenatjat pel Servei Postal dels Estats Units amb un segell postal de la sèrie Great Americans de 22 centaus.
- El 6 de desembre de 2010, un exemplar de The Birds of America es va vendre en una subhasta de Sotheby's per 11,5 dòlars. milions, el segon preu més alt per a un sol llibre imprès.[18]
- El 26 d'abril de 2011, Google va celebrar el seu 226è aniversari mostrant un Google Doodle especial a la seva pàgina d'inici global.[19]
- La vida i les contribucions d'Audubon a la ciència i l'art van ser el tema de la pel·lícula Audubon del 2017.

Des del 2022, la National Audubon Society ha estat en debat sobre el canvi de nom per distanciar-se del llegat d'esclavitud d'Audubon. Diverses seccions locals, com ara Seattle, Chicago, Portland i Nova York, han canviat els seus noms, mentre que la junta de l'organisme nacional va votar en contra de fer-ho el 2023.

### Audubon en la cultura popular

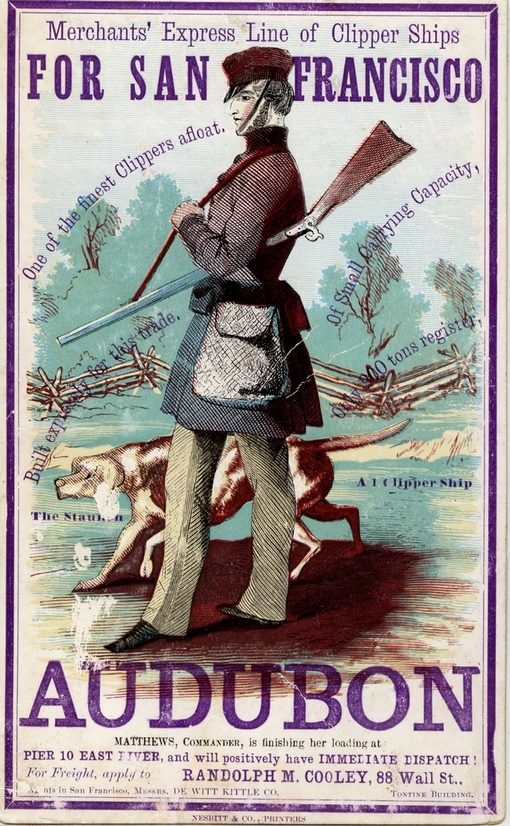
Vaixell clipper Audubon

Audubon és el tema del poema de Robert Penn Warren, Audubon: A Vision, publicat el 1969. Stephen Vincent Benét, juntament amb la seva dona Rosemary Benét, van incloure un poema sobre Audubon al llibre de poesia infantil A Book of Americans.
El viatge d'Audubon a Labrador el 1833 és el tema de la novel·la Creation de Katherine Govier. Audubon i la seva dona, Lucy, són els personatges principals de la secció juny de la novel·la de Maureen Howard Big as Life: Three Tales for Spring. A la novel·la Audubon's Watch, John Gregory Brown explora una mort misteriosa que va tenir lloc en una plantació de Louisiana quan Audubon hi treballava de jove.
George Voskovec interpreta Audubon a la pel·lícula americana de 1952 L'amant de ferro, protagonitzada per Alan Ladd com a James Bowie. La pel·lícula imagina una amistat entre els dos homes.
El 1985, el Projecte d'Història 20C de la National Gallery of Art va produir un documental, John James Audubon: The Birds of America, ara àmpliament disponible en línia.
El juliol de 2007, la sèrie American Masters de la PBS va emetre un episodi titulat John James Audubon: Drawn from Nature, Hi ha material suplementari disponible al lloc web de la PBS.
Audubon apareix al conte Audubon In Atlantis de Harry Turtledove, publicat a la col·lecció Atlantis and Other Places del 2010. Els dibuixos d'Audubon també són una part important de la trama de la novel·la infantil Okay for Now de Gary D. Schmidt.
L'oratori coral Audubon de James Kallembach va ser estrenat el 9 de novembre de 2018 a Boston, Massachusetts, pel Chorus pro Musica. L'obra representa escenes de la vida d'Audubon i descripcions dels ocells que va dibuixar amb text extret de la biografia de Richard Rhodes del 2004.

## Honors
- Miembre electe de la Royal Society of Edinburgh
- Miembre electe de la Sociedad Linneana de Londres
- Miembre electe de la Royal Society
- Audubon Society: 1896

## Obres
- John James Audubon, Revistes seleccionades i altres escrits (Ben Forkner, ed.) (Penguin Nature Classics, 1996)ISBN 0-14-024126-4
- John James Audubon, Escriptures i dibuixos (Christoph Irmscher, ed.) (The Library of America, 1999)ISBN 978-1-883011-68-0
- John James Audubon, The Audubon Reader (Richard Rhodes, ed.) (Everyman Library, 2006)ISBN 1-4000-4369-7
- Audubon: Early Drawings (Richard Rhodes, Scott V. Edwards, Leslie A. Morris) (Harvard University Press Arxivat 2008-10-13 a Wayback Machine. i Houghton Library 2008)ISBN 978-0-674-03102-9
- John James Audubon, Audubon and His Journals (The European Journals 1826–1829, The Labrador Journal 1833, the Missouri River Journals 1843), editat per Maria Audubon, volums 1 i 2, publicat originalment per Charles Scribner's Sons el 1897 ( Viquitexts).